# Hernán Pellerano
Hernán Dario Pellerano (ur. 4 czerwca 1984 w Buenos Aires) jest piłkarzem pochodzenia argentyńskiego, który występuje na pozycji obrońcy. Posiada również obywatelstwo włoskie. Brat innego piłkarza, Cristiana Pellerano.

## Kariera klubowa
Pellerano debiut w Club Atlético Vélez Sársfield zaliczył w 2003 roku i szybko stał się ważnym elementem swojego zespołu. W sezonie 2004-2005 przyczynił się do zdobycia przez klub Mistrzostwa Argentyny, chociaż był tylko zmiennikiem dla Fabricio Fuentesa i Maximiliano Pellegrino. Dwa lata później wziął udział we wszystkich spotkaniach turnieju Apertura.
Tego lata, defensor był również częścią składu reprezentacji Argentyny, która odbywała zgrupowanie przed Copa America 2007. Gracz nie zmieścił się jednak do kadry na turniej finałowy.
W sezonie 2008-2009, Pellerano opuścił kontynent i przeniósł się do UD Almerii za około trzy miliony euro. W oficjalnym debiucie strzelił bramkę dla ekipy z Andaluzji w wygranym 3-1 meczu z Athletic Club (31 sierpnia 2008). W swoim pierwszym sezonie w nowym zespole na boisku pojawiał się regularnie.

## Osiągnięcia
Vélez Sarsfield
- Mistrzostwo Argentyny: 2004-2005